# Halterofilismo nos Jogos Olímpicos de Verão de 1988
O halterofilismo nos Jogos Olímpicos de Verão de 1988 foi realizado entre 18 e 29 de setembro, em Seul, na Coreia do Sul, com dez eventos disputados, todos masculinos. As competições ocorreram no Ol-lim-pik Gong-won, ou Ginásio Olímpico de Levantamento de Peso, construído especialmente para as Olimpíadas de Seul entre agosto de 1984 e abril de 1986. Um total de 226 atletas de 62 nações participou.

## Eventos do halterofilismo
Masculino: até 52 kg | até 56 kg | até 60 kg | até 67,5 kg | até 75 kg | até 82,5 kg | até 90 kg | até 100 kg | até 110 kg | acima de 110 kg

## Mosca (–52 kg)
| Pos. | País                | Atletas          | Marca    |
| ---- | ------------------- | ---------------- | -------- |
|      | Bulgária (BUL)      | Sevdalin Marinov | 270,0 kg |
|      | Coreia do Sul (KOR) | Chun Byung-Kwan  | 260,0 kg |
|      | China (CHN)         | He Zhuoqiang     | 257,5 kg |

## Galo (–56 kg)
| Pos. | País                  | Atletas        | Marca    |
| ---- | --------------------- | -------------- | -------- |
|      | União Soviética (URS) | Oksen Mirzoian | 292,5 kg |
|      | China (CHN)           | He Yingqiang   | 287,5 kg |
|      | China (CHN)           | Liu Shoubin    | 267,5 kg |

## Pena (–60 kg)
| Pos. | País           | Atletas           | Marca    |
| ---- | -------------- | ----------------- | -------- |
|      | Turquia (TUR)  | Naim Süleymanoğlu | 342,5 kg |
|      | Bulgária (BUL) | Stefan Topurov    | 312,5 kg |
|      | China (CHN)    | Ye Huanming       | 287,5 kg |

## Leve (–67,5 kg)
| Pos. | País                    | Atletas            | Marca    |
| ---- | ----------------------- | ------------------ | -------- |
|      | Alemanha Oriental (GDR) | Joachim Kunz       | 340,0 kg |
|      | União Soviética (URS)   | Israel Militossian | 337,5 kg |
|      | China (CHN)             | Li Jinhe           | 325,0 kg |

## Médio (–75 kg)
| Pos. | País                    | Atletas             | Marca    |
| ---- | ----------------------- | ------------------- | -------- |
|      | Bulgária (BUL)          | Borislav Guidikov   | 375,0 kg |
|      | Alemanha Oriental (GDR) | Ingo Steinhöfel     | 360,0 kg |
|      | Bulgária (BUL)          | Aleksandar Varbanov | 357,5 kg |

## Pesado-ligeiro (–82,5 kg)
| Pos. | País                  | Atletas          | Marca    |
| ---- | --------------------- | ---------------- | -------- |
|      | União Soviética (URS) | Israil Arsamakov | 377,5 kg |
|      | Hungria (HUN)         | István Messzi    | 370,0 kg |
|      | Coreia do Sul (KOR)   | Lee Hyung-Kun    | 367,5 kg |

## Meio-pesado (–90 kg)
| Pos. | País                  | Atletas            | Marca    |
| ---- | --------------------- | ------------------ | -------- |
|      | União Soviética (URS) | Anatoli Khrapati   | 412,5 kg |
|      | União Soviética (URS) | Nail Mukhamedyarov | 400,0 kg |
|      | Polônia (POL)         | Sławomir Zawada    | 400,0 kg |

## Sub-pesado (–100 kg)
| Pos. | País                     | Atletas           | Marca    |
| ---- | ------------------------ | ----------------- | -------- |
|      | União Soviética (URS)    | Pavel Kuznetsov   | 425,0 kg |
|      | Romênia (ROM)            | Nicu Vlad         | 402,5 kg |
|      | Alemanha Ocidental (FRG) | Peter Immesberger | 395,0 kg |

## Pesado (–110 kg)
| Pos. | País                    | Atletas           | Marca    |
| ---- | ----------------------- | ----------------- | -------- |
|      | União Soviética (URS)   | Iúri Zakharevitch | 455,0 kg |
|      | Hungria (HUN)           | József Jacsó      | 427,5 kg |
|      | Alemanha Oriental (GDR) | Ronny Weller      | 425,0 kg |

## Superpesado (+110 kg)
| Pos. | País                     | Atletas             | Marca    |
| ---- | ------------------------ | ------------------- | -------- |
|      | União Soviética (URS)    | Alexandr Kurlovitch | 462,5 kg |
|      | Alemanha Ocidental (FRG) | Manfred Nerlinger   | 430,0 kg |
|      | Alemanha Ocidental (FRG) | Martin Zawieja      | 415,0 kg |

## Quadro de medalhas
| Pos.                | País                   | Ouro | Prata | Bronze | Total |
| ------------------- | ---------------------- | ---- | ----- | ------ | ----- |
| 1                   | URS União Soviética    | 6    | 2     | 0      | 8     |
| 2                   | BUL Bulgária           | 2    | 1     | 1      | 4     |
| 3                   | GDR Alemanha Oriental  | 1    | 1     | 1      | 3     |
| 4                   | TUR Turquia            | 1    | 0     | 0      | 1     |
| 5                   | HUN Hungria            | 0    | 2     | 0      | 2     |
| 6                   | CHN China              | 0    | 1     | 4      | 5     |
| 7                   | FRG Alemanha Ocidental | 0    | 1     | 2      | 3     |
| 8                   | KOR Coreia do Sul      | 0    | 1     | 1      | 2     |
| 9                   | ROM Romênia            | 0    | 1     | 0      | 1     |
| 10                  | POL Polônia            | 0    | 0     | 1      | 1     |
| Total (10 entradas) | Total (10 entradas)    | 10   | 10    | 10     | 30    |